# Bugatti Tipo 44
La Tipo 44 era un'autovettura di fascia alta prodotta dalla Casa francese Bugatti tra il 1927 ed il 1930.

## Profilo e storia

### Caratteristiche
Con la Tipo 44 introdotta nel 1927, la casa di Molsheim entrò di prepotenza nel segmento di mercato delle vetture con motore da tre litri di cilindrata. La presenza in tale fascia di mercato rappresentò il concretizzarsi di un progetto che Ettore Bugatti aveva in cantiere fin dalla fine della prima guerra mondiale e che fino a quel momento si era dovuto limitare alla presentazione di un prototipo, la Tipo 28 del 1921, che non avrebbe avuto alcun seguito produttivo.
La Tipo 44 condivise il telaio e il comparto sospensivo con la Tipo 38 e la Tipo 43. Ritroviamo pertanto anche qui la tradizionale soluzione strutturale di base a longheroni e traverse in acciaio con avantreno a balestre semiellittiche e retrotreno a quarto d'ellisse. Anche l'impianto frenante riconfermò la soluzione dei quattro tamburi con comando a cavo. Il motore fu invece la vera novità, perché propose un motore ad 8 cilindri in linea da 2991 cm3 di cilindrata, la stessa identica cilindrata del prototipo originario del 1921, comprese le misure di alesaggio e corsa (69 x 100 mm) e addirittura il fatto che tale motore fosse stato ottenuto accoppiando due quadricilindrici identici di metà cilindrata, vale a dire 1496 cm3, lo stesso valore di cilindrata del propulsore della Tipo 40. Tutto questo in analogia con quanto era già stato sperimentato per la Tipo 28, il cui motore era invece nato dall'accoppiamento di due motori, sempre da 1496 cm3 di derivazione Tipo 13 "Brescia". La distribuzione era ad un asse a camme in testa che andava ad azionare le tre valvole previste per ogni cilindro, due di aspirazione ed una di scarico.
Nonostante la cilindrata più elevata, la Tipo 44 non raggiunse mai lo stesso livello prestazionale della contemporanea Tipo 43 e questo per un semplice motivo: il suo motore non venne mai sovralimentato, ma rimase aspirato ed in grado di erogare una potenza massima di 80 CV, sufficienti per spingere la vettura ad una velocità massima di 140–145 km/h, a seconda della carrozzeria montata. In ogni caso si trattava di un ottimo valore per l'epoca e va quindi considerato che la Tipo 44 non volle essere una vettura dalle caratteristiche simili a quelle della Tipo 43, molto più aggressiva e "cattiva" nel comportamento stradale in quanto intrisa di DNA derivato dalla Tipo 35, ma una vettura più votata al comfort, pur senza trascurare l'esigenza di avere prestazioni di rilievo e di poter contare su una buona dose di coppia motrice e di potenza non appena si premeva a fondo sul pedale dell'acceleratore. Completava il quadro tecnico un cambio manuale a quattro marce interfacciato con il motore attraverso una frizione multidisco a bagno d'olio.

### Produzione
La Tipo 44 venne presentata al Salone di Parigi nei primi mesi del 1927 ed in seguito anche a Londra. La gamma di carrozzerie comprendeva principalmente la berlina, la coupé, la cabriolet e la roadster. Occorre fra l'altro distinguere fra la cabriolet vera e propria e la cosiddetta faux cabriolet, ossia una finta cabriolet dotata di un padiglione che simulava una capote chiusa, ma che in realtà era un tetto rigido e non amovibile. Pertanto, tale modello è meglio classificabile come berlina nel caso in cui tale vettura fosse stata provvista di quattro porte. Una delle caratteristiche che evidenziava la vocazione meno estrema della Tipo 44 rispetto alla Tipo 43 fu il predellino ribassato al di sotto del livello del telaio, in modo da facilitare l'accesso alla vettura. La vettura fu in ogni caso destinata a personalità molto facoltose che nonostante la disponibilità di carrozzerie presso la Bugatti stessa, preferirono farsi "vestire" la vettura presso i carrozzieri più rinomati dell'epoca, come Gangloff, Weymann o Kellner. La produzione della Tipo 44 fu coronata da un ottimo successo di vendite: fino al 1931 ne vennero infatti prodotti 1.095 esemplari, il che fa della Tipo 44 la Bugatti più venduta di sempre. Al termine della sua produzione, al suo posto venne proposta la Tipo 49.

### Galleria fotografica
| Tipo 44 Coupé | Tipo 44 Roadster Graber&Gerber | Tipo 44 Faux Cabriolet a 4 porte | Tipo 44 (motore) | Tipo 44 (posto guida) |
| ------------- | ------------------------------ | -------------------------------- | ---------------- | --------------------- |
|               |                                |                                  |                  |                       |